# Solariego (persona)
Un solariego, en la Castilla y el León medievales, era la denominación que se daba a un labriego que instalado en una tierra de dominio de nobles (solar), la trabajaba bajo el régimen de tenencia. Era una forma de colonato que con algunas diferencias, adaptadas al lugar y a la época, se pueden asimilar a los juniores de heredad y los collazos (que habitan en señoríos eclesiásticos), también en Castilla y León, los mezquinos en Navarra y Aragón o los payeses en Cataluña.

## Historia
El solar era un terreno habitado y cultivado por campesinos que debían pagar una renta al señor propietario del mismo. El solar es el elemento que determina la dependencia señorial, es decir la constitución de los campesinos y los señoríos como solariegos. La importancia del solar en los estudios del medievalista J. A. García de Cortázar lo sitúa entre una de las organizaciones sociales del espacio en la Alta Edad Media castellana que las divide en: el valle, la aldea, el solar, la villa y la comunidad de villa y tierra.
El término solariego parece en Las Partidas de Alfonso X de Castilla:
"Homo que es poblador en suelo de otro."
Y más tarde en el Ordenamiento de Alcalá de 1348 bajo el rey Alfonso XI de Castilla:
"Obligaciones y prohibiciones respectivas á los Señores y vasallos solariegos:
Ningun Señor, que sea de aldea ó de solares do hobiere solariegos, no les pueda tomar el solar á, ellos ni á sus hijos ni á sus nietos, ni á aquellos que de su generacion vinieren, pagándole los solariegos aquello que deben pagar de su derecho; y ningun solariego no pueda vender ni empeñar, ni enagenar ninguna cosa de aquello que fuere del solar, salvo á otro solariego que sea vasallo de aquel Señor cuyo es aquel solar; y si de otra manera lo vendieren ó lo enagenaren, no vala, y entréguelo todo á aquel cuyo es el solar, y toda quanta ganancia ficiere el solariego en aquel solar..."
El solariego tenía la obligación de "tener poblados los solares" y de entregar al señor rentas que dependían del lugar y la época. Podían ser en especie o en metálico además de otras posibilidades adicionales como sería el caso de la serna, por la que debía acudir determinados días del año a trabajar para la casa señorial.
Aunque el solariego era un hombre jurídicamente libre, separándose poco a poco del colono tradicional, fue consiguiendo avances sociales, desde el estadio de no poder abandonar las tierras, hasta tener libertad de movimiento, principalmente a partir del siglo XII y poder llevarse sus pertenencias. Incluso en el citado Ordenamiento se le protegía: "Penas del que tomare por fuerza algo del solariego..." 
Respecto a la condición social de los colonos solariegos, los historiadores se ponen de acuerdo en que su situación en Castilla y León fue más favorable que en otros reinos hispánicos o en el resto de Europa.